# Isabellengrün
Isabellengrün ist ein Ortsteil der Stadt Schleiz im Saale-Orla-Kreis in Thüringen.

## Geografie
Isabellengrün befindet sich westlich von Burgkhammer und liegt mitten in der waldreichen Natur um Burgk. Das Erholungsgebiet wird von der Landesstraße 1101 von Schleiz kommend nach Remptendorf führend tangiert.

## Geschichte
Die urkundliche Ersterwähnung fand am 13. September 1751 statt. Von 1999 bis 2019 war Remptendorf die erfüllende Gemeinde für Burgk.
Vor deren Eingemeindung 2019 nach Schleiz gehörte Isabellengrün zur Gemeinde Burgk.